# NASA Astronaut Group 23

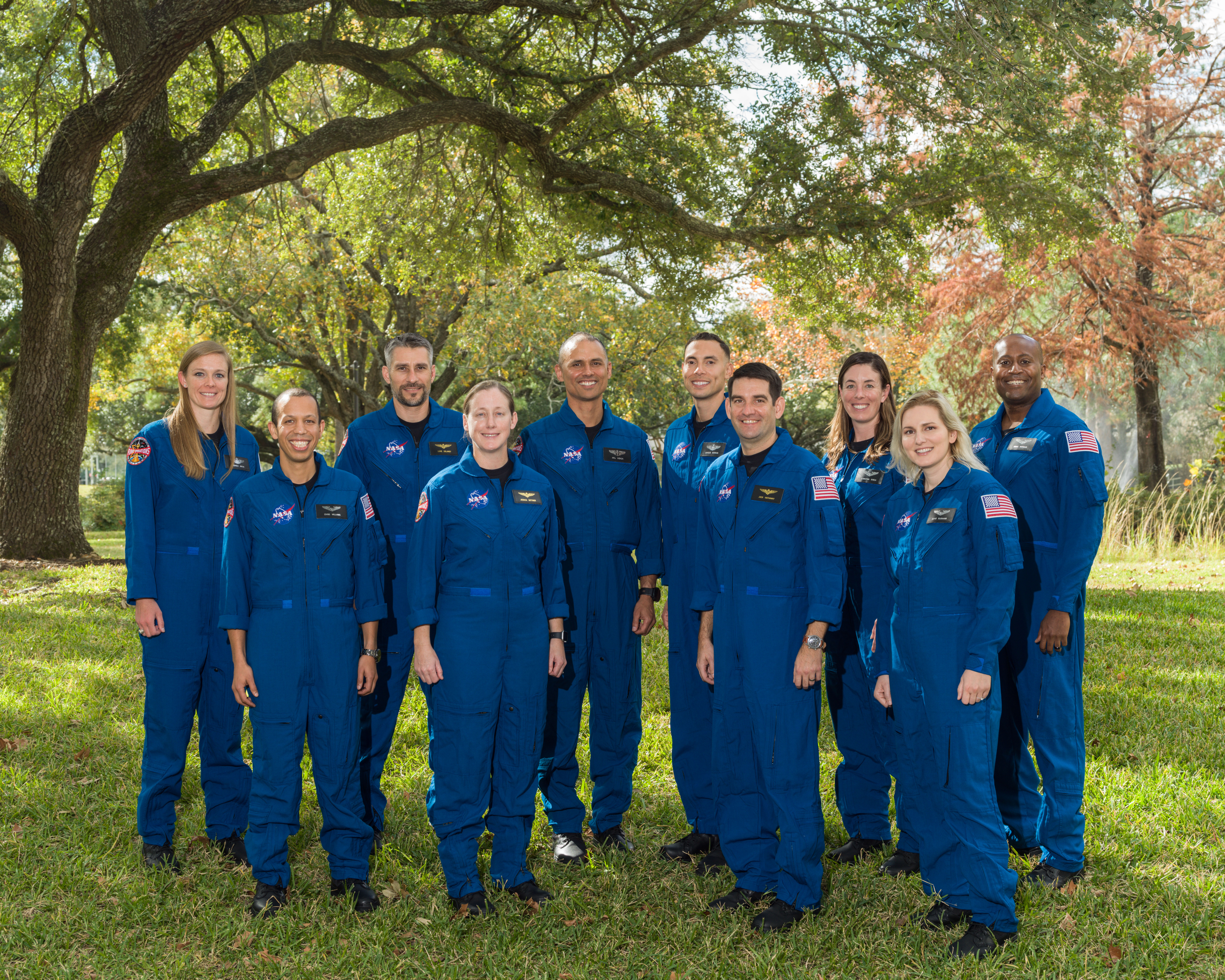
Da sinistra: Nichole Ayers, Christopher Williams, Luke Delaney, Jessica Wittner, Anil Menon, Marcos Berríos, Jack Hathaway, Christina Birch, Deniz Burnham e Andre Douglas

Il NASA Astronaut Group 23 (The Flies) è il 23º gruppo di selezione di astronauti della NASA. È stato selezionato il 6 dicembre 2021 ed è composto da dieci candidati astronauti, di cui quattro donne e sei uomini. Hanno iniziato l'addestramento astronautico di base al Johnson Space Center nel gennaio 2022, insieme a due astronauti degli Emirati Arabi Uniti. Il 5 marzo 2024 gli astronauti hanno completato l'addestramento e hanno ricevuto la spilla di astronauta.

## Elenco degli astronauti

### Specialisti di Missione
- Nichole Ayers[4]

- Marcos Berríos[5]

- Christina Birch[6]

- Deniz Burnham[7]

- Luke Delaney[8]

- Andre Douglas[9]

- Jack Hathaway[10]

- Anil Menon[11]

- Christopher Williams[12]

- Jessica Wittner[13]

### Specialisti di Missione internazionali
- Nora Al Matrooshi
- Mohammad Al Mulla